# Esteban de la Fuente
Esteban Pablo de la Fuente (Buenos Aires, 18 novembre 1968) è un ex cestista argentino.
È il padre del cestista Juan Esteban de la Fuente.